# Логатинка (Клетнянский район)
Логатинка — бывшая деревня в Клетнянском районе Брянской области. 
 Располагалась в 5 км к востоку от деревни Николаевка.

## История
Возникла в начале XX века; до 1929 входила в Людинковскую волость, позднее в Людинковском (Клетнянском) районе. До Великой Отечественной войны преобладало украинское население. Входила в состав Новотроицкого сельсовета.
В период Великой Отечественной войны входила в число одной из первых деревень с самообороной партизанского края, наряду с Козелкиным хутором (ныне исчезнувшая деревня, в 1942 - "Партизанская столица"), Упрусами, Столбами.
Исключена из учётных данных в 2002 году.
| Годы      | 1926 | 1979 | 1989 | 2002 |
| --------- | ---- | ---- | ---- | ---- |
| Население | 214  | 24   | 6    | 0    |